# Fira del Llibre d'Albacete

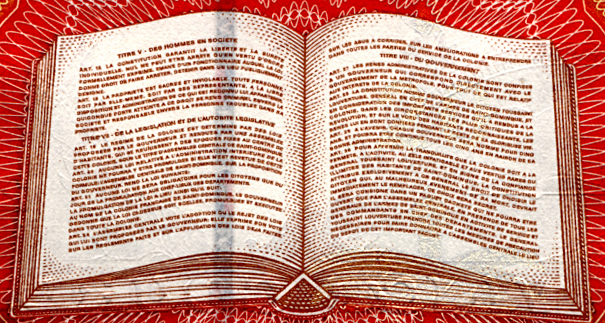
La Fira del Llibre d'Albacete se celebra des de 1979.

La Fira del Llibre Antic i d'Ocasió d'Albacete, més coneguda com a Fira del Llibre d'Albacete, és un esdeveniment cultural que se celebra anualment a la ciutat espanyola d'Albacete.
Té lloc en els mesos de març i/o abril amb una durada de 15 dies. No pot coincidir amb la Setmana Santa. Se celebra al llarg de l'emblemàtic boulevard del Passeig de la Llibertat, en ple Centre de la capital albacetenya.
La primera edició de la fira, denominada Fira del Llibre, va tenir lloc en 1979. Estava organitzada pels llibreters de la província. Des de llavors s'han celebrat trenta-cinc edicions. En 1979 es va produir un greu incident en ser cremades diverses casetes de la fira per un grup nazi madrileny.
La Fira del Llibre dona la benvinguda a la primavera en l'urbs manxega. És una de les fires del llibre millor valorades pels llibreters espanyols. Els llibreters participants procedeixen de tot Espanya: Màlaga, Madrid, Oviedo, Barcelona…
Es poden trobar des de llibres antics, usats o d'ocasió fins a edicions descatalogades, restes d'edicions, facsímils, còmics, làmines i fins i tot enregistraments en vinil i disc compacte.